# Клайст (награда)
Литературната награда „Клайст“ (на немски: Kleist-Preis) е учредена през 1912 г. по случай 101-вата годишнина от смъртта на поета Хайнрих фон Клайст.
Наградата „Клайст“ е най-значителното литературно отличие в Германия по време на Ваймарската република. През 1933/34 г. при правителството на националсоциалистите фондацията „Клайст“ е разпусната.
През 1985 г. наградата е възобновена. Между 1994 и 2000 г. тя се присъжда на всеки две години, а след това – ежегодно. Паричната премия е в размер на 20 000 €.

## Носители на наградата (подбор)
- Оскар Льорке (1913)
- Фриц фон Унру (1914)
- Арнолд Цвайг (1915)
- Валтер Хазенклевер (1917)
- Леонхард Франк (1918)
- Ханс Хени Ян (1920)
- Бертолт Брехт (1922)
- Роберт Музил (1923)
- Ернст Барлах (1924)
- Карл Цукмайер (1925)
- Александер Лернет-Холения (1926)
- Ана Зегерс (1928)
- Райнхард Гьоринг (1930)
- Йодьон фон Хорват (1931)
- Елзе Ласкер-Шюлер (1932)
- Александер Клуге (1985)
- Томас Браш (1987)
- Ернст Аугустин (1989)
- Хайнер Мюлер (1990)
- Моника Марон (1992)
- Ернст Яндл (1993)
- Херта Мюлер (1994)
- Ханс Йоахим Шедлих (1996)
- Дирк фон Петерсдорф (1998)
- Барбара Хонигман (2000)
- Юдит Херман (2001)
- Мартин Мозебах (2002)
- Алберт Остермайер (2003)
- Герт Йонке (2005)
- Даниел Келман (2006)
- Вилхелм Генацино (2007)
- Макс Голт (2008)
- Арнолд Щадлер (2009)
- Фердинанд фон Ширах (2010)
- Сибиле Левичаров (2011)
- Навид Кермани (2012)
- Катя Ланге-Мюлер (2013)
- Марсел Байер (2014)
- Моника Ринк (2015)
- Йоко Тавада (2016)
- Ралф Ротман (2017)
- Кристоф Рансмайр (2018)